# 타르퀴니아
타르퀴니아(이탈리아어: Tarquinia)는 이탈리아 라치오주 비테르보도에 위치한 코무네다. 과거에는 코르네토(Corneto), 더 이전의 과거에는 Tarquinii라고 불리던 고대 도시다.

## 역사
Tarquinii(에트루리아어: Tarch(u)na)는 데마라투스가 왔을때부터 이미 번영하던 도시였다고 전해진다. 특히 이곳은 에트루리아 20개 도시중에 가장 강력한 도시였다.
데마라투스의 후손, 루키우스 타르퀴니우스 프리스쿠스와 루키우스 타르퀴니우스 수페르부스는 고대 로마의 왕이 되었다. Tarquinii의 많은 종교 의식들이 로마의 종교 의식들에 전래되었다. 심지어 제정시기에도 60명의 창자 점쟁이들이 계속해서 존재하기도 하였다.
로마 왕가가 몰락한 이후인 기원전 509년, 타르퀴니우스 수페르부스 일가는 에트루리아의 카이레로 망명을 갔다. 타르퀴니우스는 왕위를 차지하기 위해 시도를 했는데, 첫 번째 시도인 타르퀴니아 음모는 군대로 인해 실패하였다. 그는 Tarquinii의 도시들을 설득시켰고 베이이의 또한 그를 지지하였다. 그는 에트루리아 군대들을 이끌고 아르시아 숲의 전투에서 로마에 맞섰다. 비록 로마군이 승리하였지만, 티투스 리비우스는 Tarquinii가 잘 싸웠었다고 기록하였다. Tarquinii 군대는 전투가 끝나고 그들의 고향으로 돌아갔다.
기원전 358년 Tarquinii인들은 로마 병사 307명을 처형시켰고, 전쟁이 발발하여 351년에 20년 휴전과 함께 전쟁을 끝냈고, 기원전 308년에 전쟁이 다시 재발하였다. Tarquinii가 로마의 지배하에 놓인때는 확실하게 밝혀지지 않았고 자치 도시가 된다. 기원전 108년에 저해안 지대에 좋지 않은곳에 자리를 잡은 로마의 식민지 항구가 되었다. 포도주와 산호 물고기를 수출하였다.

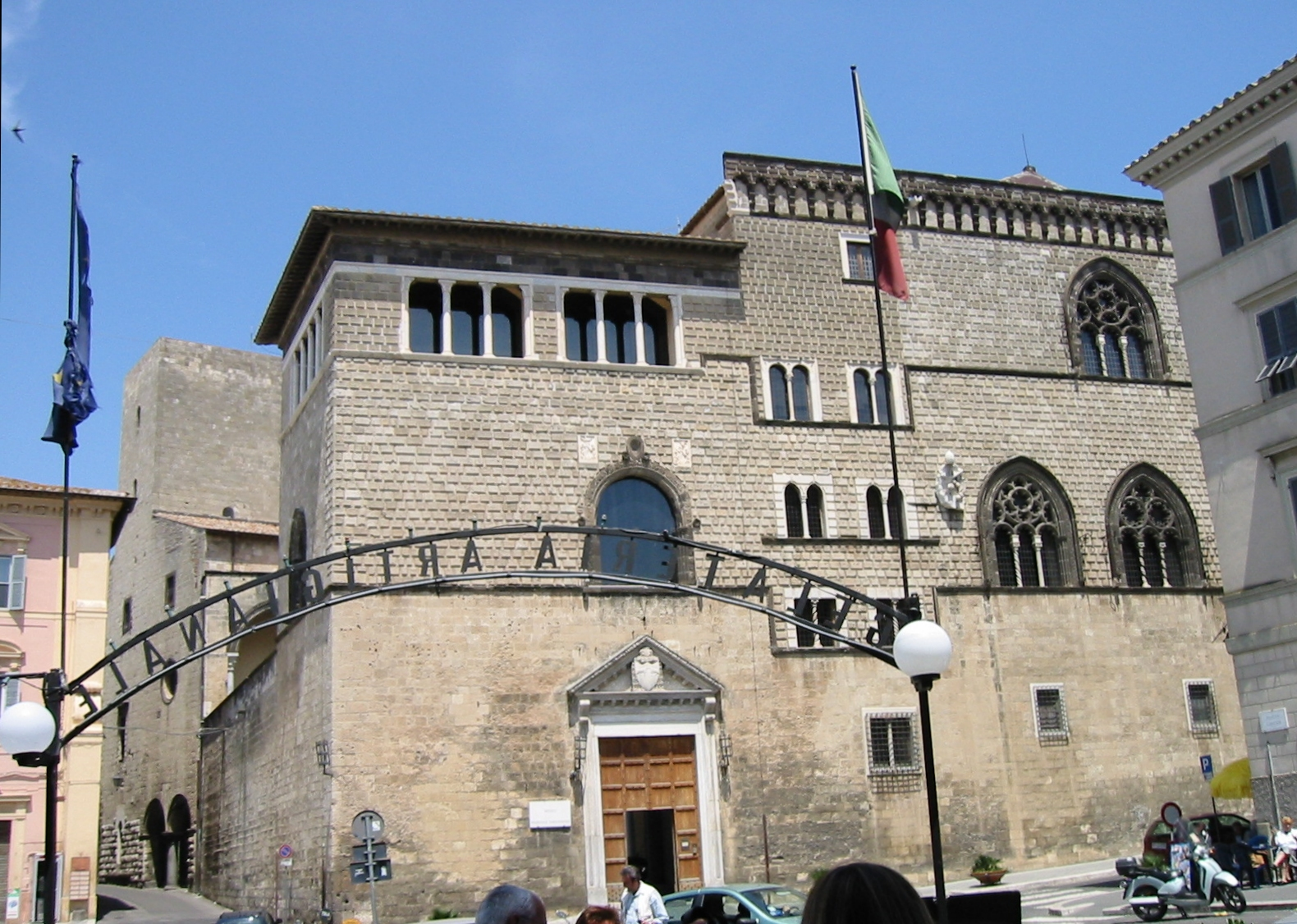
타르퀴니아 국립 박물관이 있는 비텔레스키 궁전
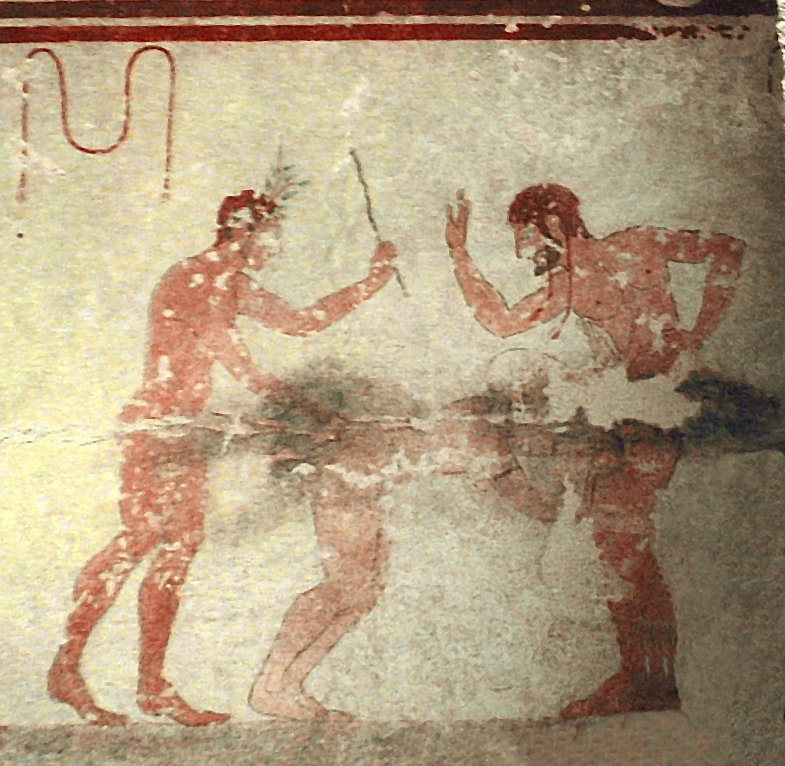
기원전 5세기 말경으로 추정되는 에트루리아 무덤 중 하나인 채찍질 하는 무덤. 두 남자는 줄기로 여자를 채찍질 하고 있고 한 손으로는 성행위를 하고있는 모습으로 묘사되어있다.
마구를 단 날개 달린 말, 테라코타 얕은 부조, 헬레니즘 시대의 에트루리아 예술품(여왕 제단 사원 유적, 현재는 타르퀴니아의 비텔레스키 궁전에 있음)

## 자매 도시
- 쿠바 하루코
- 몰타 라바트